# Megachile leucopogon
Megachile leucopogon är en biart som beskrevs av Cockerell 1929. Megachile leucopogon ingår i släktet tapetserarbin, och familjen buksamlarbin. Inga underarter finns listade i Catalogue of Life.